# MobileLifeCampus

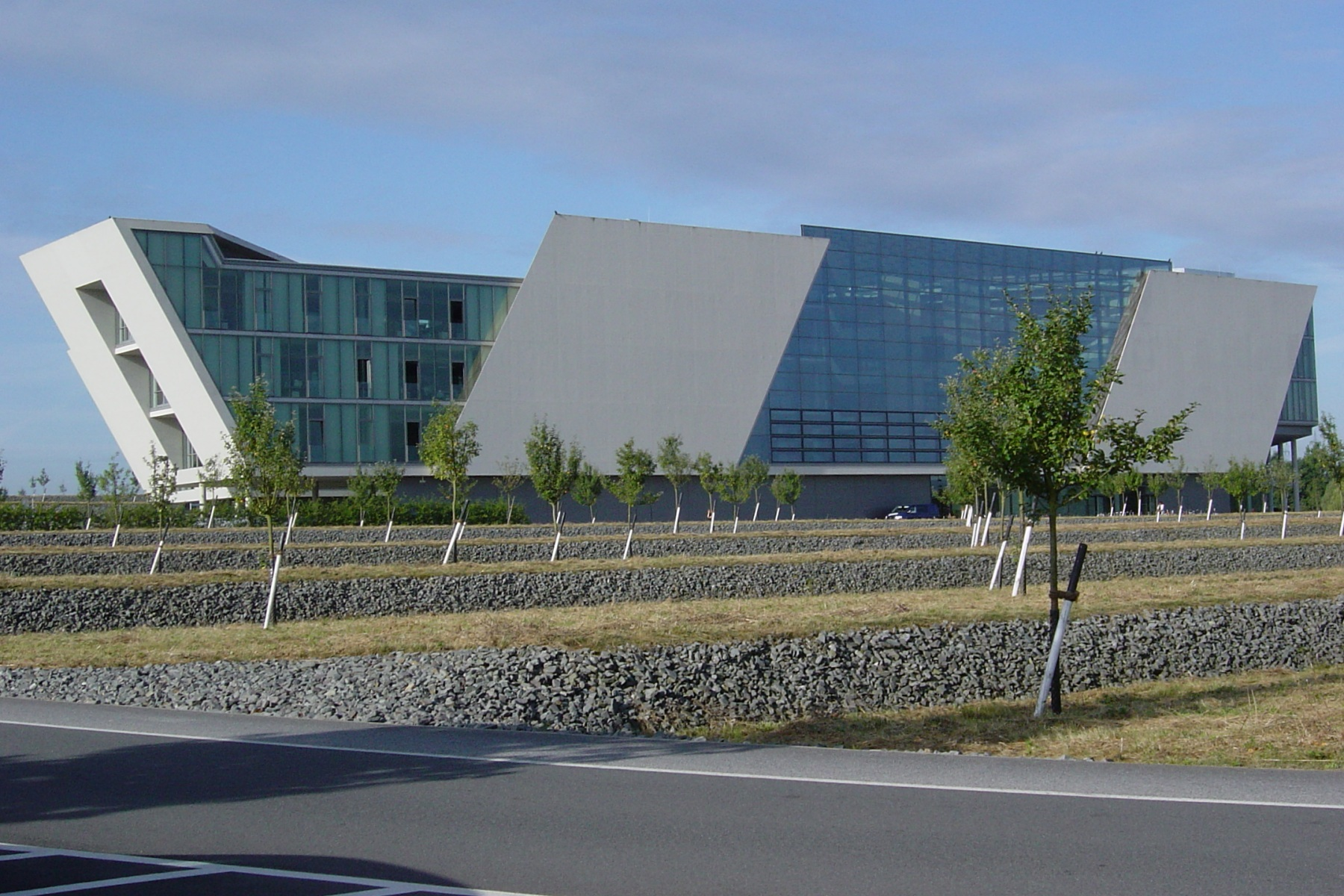
MobileLifeCampus

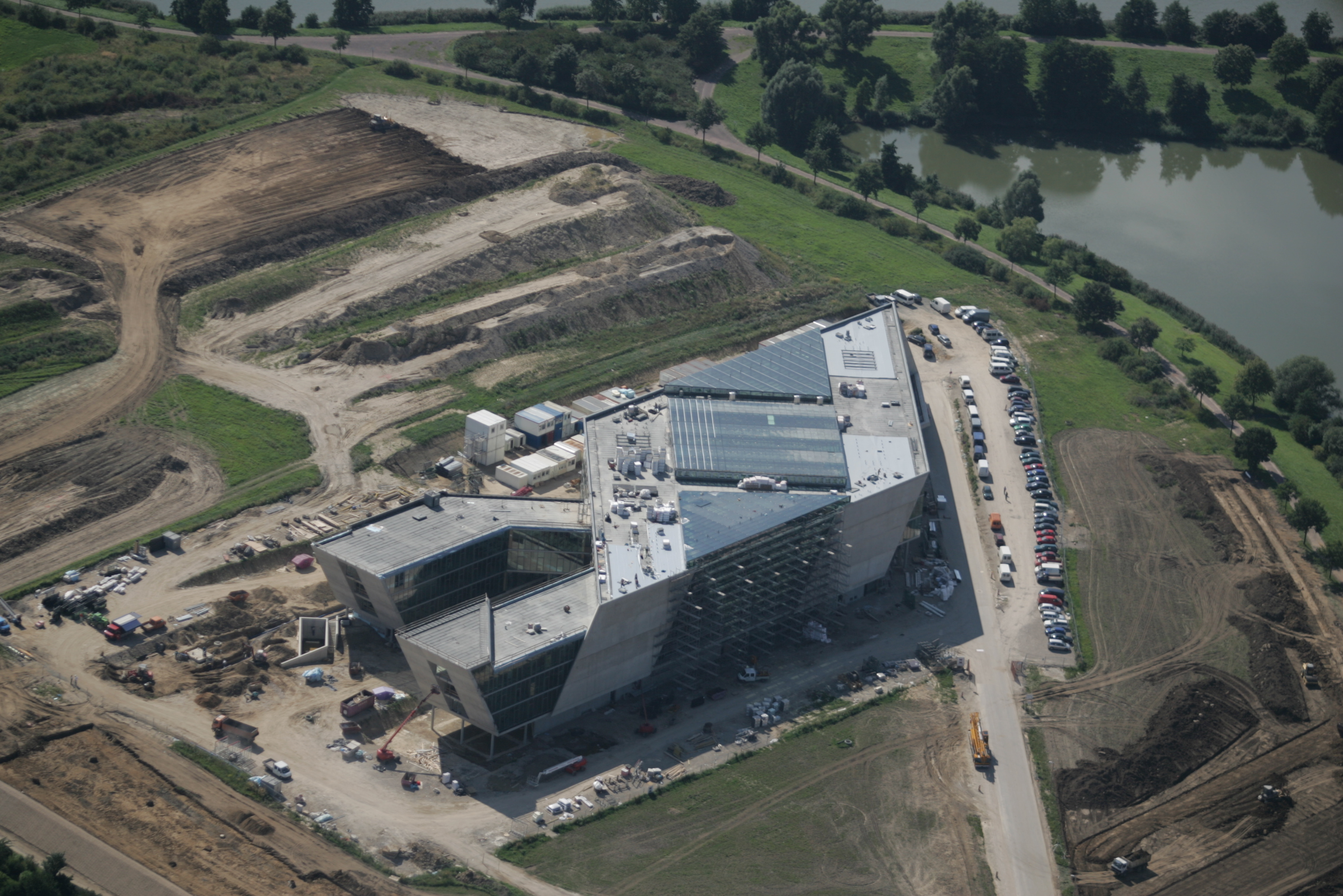
Während der Bauphase im August 2005

Der MobileLifeCampus ist ein fünfgeschossiger Gebäudekomplex, der sich über ein 15 Hektar großes Areal im Norden des Wolfsburger Stadtteils Hageberg erstreckt. Die Grundstruktur des länglichen Gebäudes gleicht einem gefalteten Band. Die Fassade ist als Wechselspiel geschlossener und geöffneter Flächen gestaltet. Baubeginn war im Juli 2004. Das Gebäude wurde im März 2006 fertiggestellt.
Im November 2006 wurde das Gebäude für 50 Millionen EUR an die Volkswagen AG verkauft, dort ist der Bereich Informationstechnologie mit 1400 Mitarbeitern eingezogen.

## Daten und Fakten zum Gebäude
| Eigenschaft                                | Wert |
| ------------------------------------------ | --- |
| Initiator, Bauherr, Investor und Betreiber | Wolfsburg AG, eine öffentlich-private Partnerschaft der Stadt Wolfsburg und der Volkswagen AG                                                                              |
| Architekten                                | HENN |
| Tragwerksplanung                           | Mayer Vorfelder Dinkelacker Dresden |
| Bauausführung                              | Wolff & Müller |
| Bebaute Fläche                             | 15 ha |
| Gebäudeflächen                             | - 25.000 m² Bruttogeschossfläche - Kommunikations- und Gemeinschaftsflächen aufgeteilt in Büro- und Seminarflächen - Bibliothek - Forschung - Gastronomie und Eventflächen |
| Gebäudemaße                                | Erdgeschoss plus 4 Obergeschosse (Länge 156 m, Breite 54 m, Höhe 21 m) |